# 北国鸟属
北国鸟属（学名：Beiguornis）是发现于中国内蒙古白垩统龙江组渤海鸟科下的一个属。该属包含一个物种兴安北国鸟（Beiguornis khinganensis）。兴安北国鸟是该组中唯一发现的反鸟类物种。北国鸟属的命名者根据系统发育学的分析，认为北国鸟属与渤海鸟科的齿槽鸟属和周氏鸟属共同构成了一个单系群。

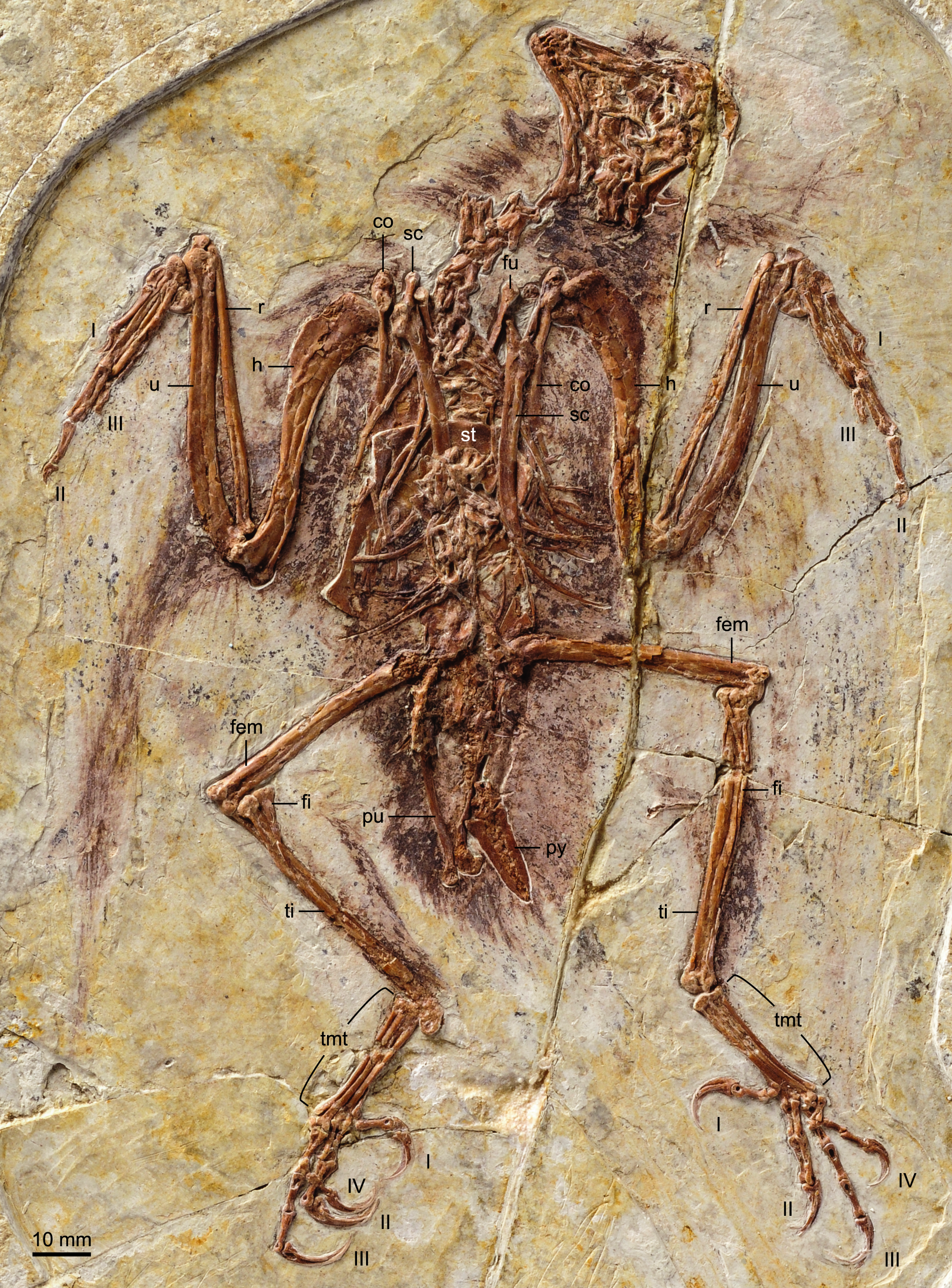
与北国鸟属相近的周氏鸟属的正模标本